# HD 2638
HD 2638 ist ein etwa 175 Lichtjahre von der Erde entfernter Stern im Sternbild Walfisch mit einer scheinbaren Helligkeit von 9,4 mag. 2005 wurde um den Stern ein Begleiter, HD 2638 b, entdeckt.

## Daten des Sterns
Der Stern ist von der Sonne 175,18 Lichtjahre entfernt (etwa 53,71 Parsec). Er gehört der Spektralklasse G5 an und ist somit der Sonne sehr ähnlich. HD 2638 besitzt ungefähr 93 Prozent der Sonnenmasse und 67 Prozent des Sonnenradius. Seine Oberfläche hat eine Temperatur von ungefähr 5190 Kelvin, seine Metallizität beträgt [Fe/H] = 0,16 ± 0,05 (das 1,44-Fache der Sonne). Die erwartete Lebensdauer des Sternes beträgt über 12 Milliarden Jahre.

## Daten des Exoplaneten
HD 2638 b wurde 2005 vom Genfer Team zur Erforschung von extrasolaren Planeten (Geneva Extrasolar Planet Search) mit Hilfe der Radialgeschwindigkeitsmethode entdeckt und ist ein typischer, seine Sonne in einem engen Orbit umkreisender „Hot Jupiter“. Seine Entfernung zum Stern beträgt etwa ein Zwanzigstel der Entfernung Sonne – Erde (0,044 Astronomische Einheiten). Für eine Umkreisung braucht er etwa 3,5 Tage, seine Masse beträgt mindestens 0,48 Jupitermassen.